# Курин (Октябрьский район)
Курин (бел. Ку́рын) — деревня в Октябрьском районе Гомельской области Белоруссии. В составе Ломовичского сельсовета.
На западе граничит с лесом.

## География

### Расположение
В 12 км на юг от Октябрьского, 7 км от железнодорожной станции Рабкор (на ветке Бобруйск — Рабкор от линии Осиповичи — Жлобин), 194 км от Гомеля.

## Гидрография
На реке Неславка (приток реки Птичь).

## Транспортная сеть
Транспортные связи по просёлочной, затем автомобильной дороге Октябрьский — Озаричи. Планировка состоит из трёх коротких прямолинейных улиц, ориентированных с юго-запада на северо-восток. Застройка деревянная, усадебного типа.

## История
По письменным источникам известна с начала XIX века как деревня в казённом поместье Грабьё. Обозначена на карте 1866 года, использовавшейся Западной мелиоративной экспедицией, работавшей в этом районе в 1890-е годы. В 1908 году в Рудобельской волости Бобруйского уезда Минской губернии.
15 ноября 1920 года освобождена от польских войск. В 1921 году открыта школа. В 1925 году в Озаричском районе Мозырского округа. В 1930 году организован колхоз «Красный герой», работала кузница. Во время Великой Отечественной войны в лесу, в 5 км от деревни, около дороги в деревню Подгаць базировался партизанский отряд «Красный Октябрь», организованный в июле 1941 года Т. П. Бумажковым и Ф. И. Павловским. Немецкие оккупанты в апреле 1942 года полностью сожгли деревню, расстреляли и сожгли 601 жителя (похоронены в могилах жертв фашизма в 0,7 км на юго-запад и в 1 км на юг от деревни). 51 житель погиб на фронте. Согласно переписи 1959 года в составе подсобного хозяйства «Заозерье» райсельхозхимии (центр — деревня Гать). Работали клуб, библиотека, фельдшерско-акушерский пункт, магазин.

## Население

### Численность
- 2004 год — 57 хозяйств, 103 жителя.

### Динамика
- 1857 год — 17 дворов, 131 житель.
- 1897 год — 52 двора, 348 жителей (согласно переписи).
- 1908 год — 69 дворов, 487 жителей.
- 1917 год — 540 жителей.
- 1925 год — 92 двора.
- 1940 год — 138 дворов, 700 жителей.
- 1959 год — 307 жителей (согласно переписи).
- 2004 год — 57 хозяйств, 103 жителя.

## Достопримечательность
- Обелиск на месте массового уничтожения граждан (номер воинского захоронения 8269)[2].